# Desenvolvimento do corpo humano

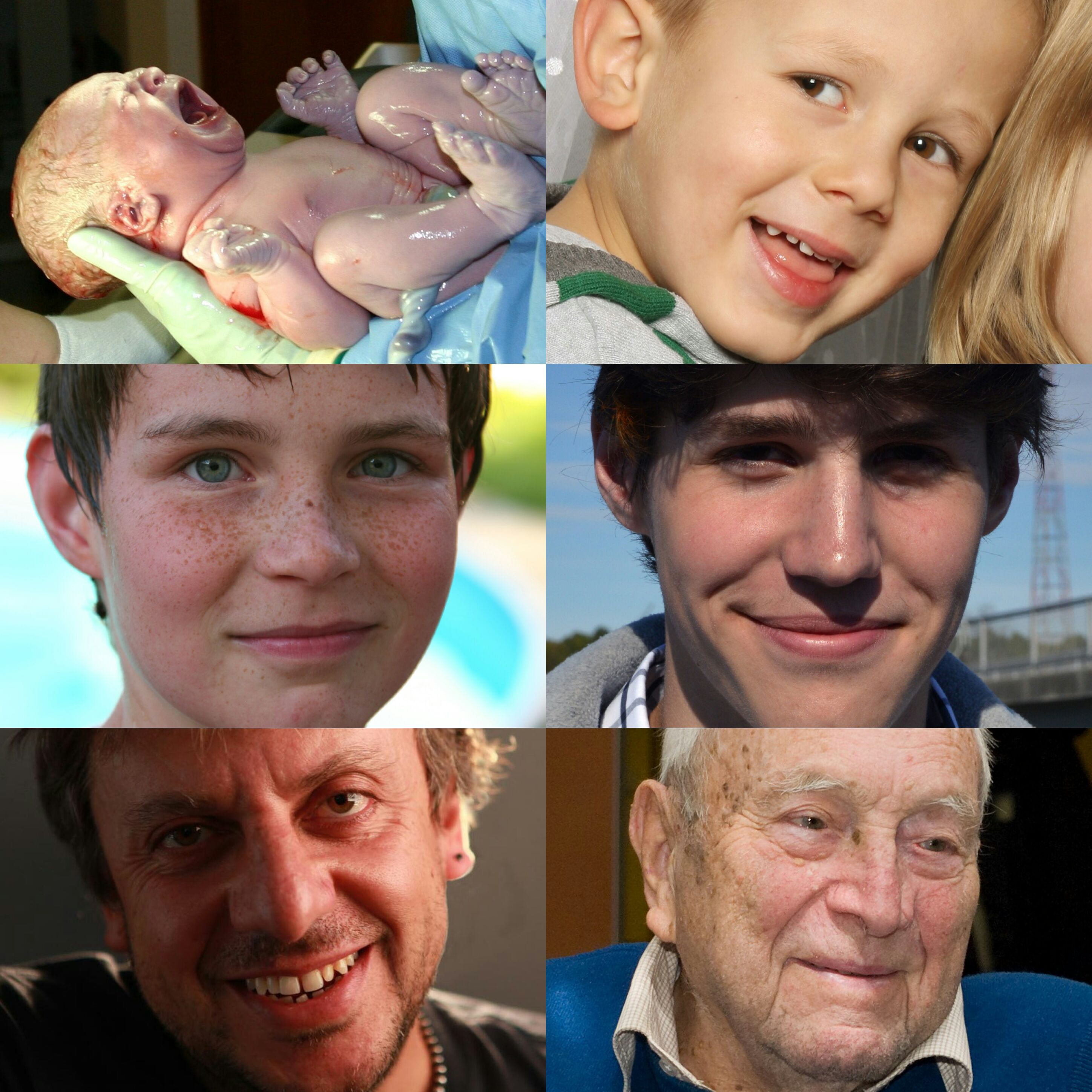

O desenvolvimento do corpo humano é o processo de crescimento até a maturidade. O processo começa com a fertilização, onde um óvulo liberado do ovário de uma mulher é penetrado por um espermatozoide de um homem. O zigoto resultante se desenvolve por meio de mitose e diferenciação celular, e o embrião resultante então se implanta no útero, onde o embrião continua o desenvolvimento através de um estágio fetal até o nascimento. O crescimento e o desenvolvimento continuam após o nascimento e incluem o desenvolvimento físico e psicológico, que é influenciado por fatores genéticos, hormonais, ambientais e outros. Isto continua ao longo da vida: da infância e adolescência até à idade adulta.